# Dinklageella
Dinklageella là một chi thực vật có hoa trong họ, Orchidaceae.